# Periklis Pierrakos-Mavromichalis
Periklis Pierrakos-Mavromichalis, známý též jako Mavromichalis-Pierrakos (řecky Περικλής Πιερράκος Μαυρομιχάλης, 1863, Lakónie – 1938, Athény) byl řecký generál, politik a sportovní šermíř, držitel bronzové olympijské medaile z Letních olympijských her 1896 v Athénách v šermu fleretem.

## Životopis
Pocházel z poloostrova Mani na jihu Peloponésu. Jeho rod patřil k nejvýznamnějším na území, známém svým neohroženým bojem za svoji svobodu. Byl synem generála Antonia Mavromichalise. Vystudoval vojenskou školu a stal se důstojníkem řecké kavalérie. Již po athénských olympijských hrách se účastnil v roce 1897 řecko-turecké války, bojoval v balkánských válkách, již jako podplukovník za 1. světové války a později i v řecko-turecké válce v Malé Asii 1919 – 1922. Zde velel 2. armádnímu sboru. Dosáhl hodnosti generálporučíka, načež ukončil vojenskou kariéru a věnoval se politice. 1922 – 1923 stanul v řecké vládě jako ministr vnitra, krátce byl v roce 1924 i ministrem vojenství. V letech 1929 – 1932 byl senátorem.

## Šerm fleretem na OH 1896
Soutěž v šermu fleretem se na olympiádě v Athénách konala 7. dubna 1896 a účastnilo se jí sedm šermířů ze dvou zemí. Šermovalo se na tři vítězné zásahy. Byli rozděleni do dvou skupin. Ve skupině A Mavromichalis porazil nejprve Francouze Henri Delaborda 3:1, poté porazil krajana Ioannise Poulose 3:0, ale prohrál s Henri Callotem z Francie 1:3. Ten postoupil do finále, kde byl poražen Eugènem-Henri Gravelottem. Utkání o třetí místo se nehrálo, Athanasios Vouros jako druhý ve skupině B měl menší počet zásahů díky tomu, že proti němu nenastoupil Komninos-Miliotis, a tak Pierrrakos-Mavromichalis získal bronzovou medaili.